# Skrzynki (wieś w powiecie włocławskim)
Skrzynki – wieś w Polsce położona w województwie kujawsko-pomorskim, w powiecie włocławskim, w gminie Baruchowo, nad Jeziorem Skrzyneckim.
W latach 1975–1998 miejscowość należała administracyjnie do województwa włocławskiego. Według Narodowego Spisu Powszechnego (III 2011 r.) liczyła 172 mieszkańców. Jest dziesiątą co do wielkości miejscowością gminy Baruchowo.
We wsi znajduje się parafia pw. Świętych Apostołów Piotra i Pawła.
Zobacz też: Skrzyneczki